# 徐坦
徐 坦（シュー・タン、Xu Tan、1957年 - ）は、中華人民共和国・湖北省武漢市出身の現代美術家。広州市とニューヨークを拠点に活動。

## 経歴
1989年、広州美術学院油絵科修士課程修了。広州市の都市化に伴う問題などを取り上げた作家集団「大象尾工作組」に、1993年から参加。詳細な調査と思考を重ねる作品実践が特徴。2012年、「社会植物学」プロジェクトを開始。

## おもな作品
- 『社会植物学 ー 種と血筋』、2012-2015年

## おもな展覧会
- 1992年、個展、中国・広州
- 1996年、個展、米国・バーモント州
- 1996年、個展、デンマーク・コペンハーゲン
- 2001年、ベルリン・ビエンナーレ
- 2002年、光州ビエンナーレ
- 2003年、ヴェネツィア・ビエンナーレ
- 2005年、広州トリエンナーレ
- 2009年、ヴェネツィア・ビエンナーレ
- 2014年、深圳彫刻ビエンナーレ
- 2015年、パラソフィア京都国際現代芸術祭

## 「社会植物学」プロジェクト
香港の屋上菜園や、広州の水上生活者の畑など、都市住民と植物との関係性について調査を実施。農家、官僚、美術関係者など、珠江デルタを中心に50人以上にインタビューし分析。
パラソフィア京都国際現代芸術祭2015において、「社会植物学ーー種と血筋」（2015）を展示。京都での調査内容と併せて、ビデオインスタレーションとテキストなどの素材を組み合わせた「読書空間」を、京都市美術館の南側階段に展開。